# Gergely László (rendező)
Gergely László (Budapest, 1952. július 25. – Budapest, 2016. augusztus 5.) magyar rendező, színházvezető, a Magyar Teátrumi Társaság alapító tagja, a Magyarországi Nemzetiségi Színházi Szövetség elnöke, a Magyar Cirkusz és Varieté Nonprofit Kft. (MACIVA) korábbi ügyvezetője.

## Életútja
Gergely László a Színház- és Filmművészeti Főiskola színházrendező szakán 1984-ben szerzett diplomát, majd rendezőként dolgozott a zalaegerszegi Hevesi Sándor Színházban, a Veszprémi Petőfi Színházban, a debreceni Csokonai Nemzeti Színházban és a budapesti Nemzeti Színházban. A békéscsabai Jókai Színházban 1989-től rendező, majd ügyvezető igazgató volt. 1996 és 1998 között az Újvidéki Színház művészeti vezetőjeként dolgozott. 2000-től Szarvason, előbb a Weöres Sándor Regionális Színházban, majd az abból létrejött Cervinus Teátrum szlovák nemzetiségi színházban dolgozott alapító művészeti vezetőként. Ő volt az alapítója és a megbízott vezetője a 2009-ben megnyílt kézdivásárhelyi Városi Színháznak. 2010-es megalapításától kezdve elnöke volt a Magyarországi Nemzetiségi Színházi Szövetségnek. 2015-ben a Magyar Cirkusz és Varieté Nonprofit Kft. megbízott ügyvezetője volt.
Az erdélyi Sepsiszentgyörgyön érte súlyos baleset, amikor kizuhant egy erkély korlátján. Kórházba szállították, de a fellépő szövődmények végül halálát okozták.

## Színházi rendezései
- Shakespeare: A vihar
- Tolsztoj–Koskiluoma: Kreutzer szonáta
- Illyés Gyula: Lélekbúvár
- Csiky: A nagymama (Szigligeti Színház, Nagyvárad, 1995)
- Machiavelli: Mandragóra (Tomcsa Sándor Színház, Székelyudvarhely, 2000)
- Örkény: Tengertánc (Merlin Színház, Budapest, 2001)
- Nyirő: Jézusfaragó ember (Tomcsa Sándor Színház, Székelyudvarhely, 2002)
- Csehov: Sirály (Aranytíz Kultúrház, Budapest, 2004)
- Jónsson: Madarak haláltusája (Aranytíz Kultúrház, Budapest, 2004)
- Tömöry: Az idő alkalmatos volta (Tomcsa Sándor Színház, Székelyudvarhely, 2004)
- Poplewell: Az áldozat visszatér (Ruttkai Éva Színház, Budapest, 2005)
- Büchner: Leonce és Léna (Tomcsa Sándor Színház, Székelyudvarhely, 2005)
- Hollý: Kubo (Cervinus Teátrum, Budapest, 2006)
- Kapitánová: Temető-könyv (Cervinus Teátrum, Budapest, 2007)
- Tolnai: Bayer-aszpirin (Cervinus Teátrum, Budapest, 2008)
- Lasica–Satinský: Barátunk, René (Cervinus Teátrum, Budapest, 2009)
- Tamási: Ábel (Udvartér Teátrum, Kézdivásárhely, 2009)
- Diramerján: AZnavour (Bethlen Téri Színház, Budapest, 2014)

## Színdarabjai
- Passió, bemutató: Cervinus Teátrum, 2005. szeptember 20., rendezte Gergely László

## Díjai
- A Magyar Érdemrend lovagkeresztje (2012)